# Alhueycito
Alhueycito är en ort i Mexiko.   Den ligger i kommunen Mocorito och delstaten Sinaloa, i den västra delen av landet, 1 100 km nordväst om huvudstaden Mexico City. Alhueycito ligger 87 meter över havet och antalet invånare är 154.
Terrängen runt Alhueycito är huvudsakligen platt, men åt nordost är den kuperad. Runt Alhueycito är det ganska glesbefolkat, med 26 invånare per kvadratkilometer. Närmaste större samhälle är Guamúchil, 14,7 km sydväst om Alhueycito. I omgivningarna runt Alhueycito växer huvudsakligen savannskog.